# Owen-Stanley-Gebirge
Das Owen-Stanley-Gebirge ist der südöstliche Teil des Bismarckgebirges in Papua-Neuguinea, nahe der Hauptstadt Port Moresby auf der Insel Neuguinea. Die höchste Erhebung ist der Mount Victoria mit 4038 Metern.
Das Gebirge ist nach Owen Stanley benannt, der während einer Expedition von 1846 bis 1850 das Gebirge 1849 entdeckte. 
Der Kokoda Track war lange Zeit der einzige relativ leichte Übergang über das Gebirge.  

## Fauna
Die Breitkopfbaumratte ist endemisch in den Regenwäldern des Owen-Stanley-Gebirges, wo sie auf Bäumen lebt. Für den Blaunacken-Paradiesvogel stellt das Owen-Stanley-Gebirge die südwestliche Verbreitungsgrenze dar.